# Homomorphe Verschlüsselung
Eine homomorphe Verschlüsselung verfügt über homomorphe Eigenschaften, wodurch sich Berechnungen auf dem Geheimtext durchführen lassen, die mathematischen Operationen auf den entsprechenden Klartexten entsprechen, ohne den Klartext zu kennen oder zu entschlüsseln.
Mit Hilfe homomorpher Kryptographie lassen sich Berechnungen auf verschiedene Systeme (z. B. Server) verteilen, die einander nicht vertrauen. Das könnte in Zukunft beim Cloud Computing eine Rolle spielen und verspricht einen großen Gewinn an Datenschutz. Verschlüsselte Daten werden in einer Cloud abgelegt. Dort können sie durchsucht oder verarbeitet werden ohne sie zu entschlüsseln. Das Ergebnis wird verschlüsselt zurückgesendet. Der Cloud-Anbieter kennt dadurch weder die Daten noch die Ergebnisse.
Es gibt eine Reihe von Kryptosystemen, die zumindest partiell homomorphe Verschlüsselung bei annehmbarem Aufwand erlauben. Darüber hinaus existieren auch voll-homomorphe Verschlüsselungssysteme, die jedoch auf Grund ihrer komplexen Gestalt und Rechenintensivität bislang keine Verwendung finden.
Beispiele für homomorphe Verschlüsselungssysteme sind
- Goldwasser-Micali-Kryptosystem,
- Benaloh-Kryptosystem,
- Paillier-Kryptosystem,
- Okamoto-Uchiyama-Kryptosystem.

Erste Kandidaten für voll-homomorphe Verschlüsselungsverfahren fand Craig Gentry in seiner Dissertation 2009. Praktikable Systeme wurden von Zvika Brakerski, Vinod Vaikuntanathan und Gentry entwickelt. Alle drei erhielten dafür 2022 den Gödel-Preis.
Kryptosysteme auf Basis von Gitter-Problemen, wie sie für Post-Quanten-Kryptographie diskutiert werden, sind (potenziell) vollständig homomorph.

## Eigenschaften
Homomorphe Kryptosysteme lassen sich durch ihre Homomorphieeigenschaften klassifizieren.
So gibt es additiv homomorphe Systeme (partiell) mit der folgenden Eigenschaft:
{\displaystyle m(a)\oplus m(b)=m(a+b)}
Multiplikativ homomorphe Systeme (partiell) mit der folgenden Eigenschaft:
{\displaystyle m(a)\otimes m(b)=m(a\times b)}
Außerdem gibt es voll-homomorphe Systeme, die sowohl additiv als auch multiplikativ homomorphe Eigenschaften besitzen.
Eine Vielzahl dieser Implementierungen ist Open Source verfügbar. Eine aktuelle Liste homomorpher Verschlüsselungsbibliotheken, Anwendungen und Datenbanken wird von der Community auf GitHub gepflegt.